# 长孙子彦
长孙子彦(497年—548年6月8日) ，名儁，字子彦，以字行，河南郡洛阳县人，北魏上党王长孙稚长子。

## 生平
长孙子彦膂力过人，有良将的名声。延昌年间，以公爵之子除员外散骑侍郎，迁给事中。其父长孙稚任扬州刺史时，随父统军。在寿春与梁将裴邃、虞鸿对峙作战，长孙子彦兄弟几人骁勇善战，被裴邃称为“铁小兒”。以功除尚书郎中，封槐里县子。
孝昌二年，随父征讨鲜于修礼，三年，以前后功封长安县公，邑二千户。计算平定万俟丑奴之功，增邑三百，除散骑常侍，加征南将军，寻除豫州刺史。
永熙元年，除使持节卫将军，泾州刺史。三年，入除太常卿。孝武帝元修与高欢不和后，加子彦中军大都督、行台仆射，镇守恆农，视为心腹。不久解任兼居真，加仪同三司、骠骑大将军。
大统元年，与父亲跟从元修去长安投奔宇文泰，除左卫将军，以从驾之功，封平高郡公，位仪同三司。大统三年，从大丞相宇文泰征讨窦泰，参加沙苑之战，加开府、侍中，又增封一千户，通前合食四千一百户。
大统四年，夺回洛阳后跟随孝武帝到洛阳，任尚书令、行司州牧，留镇洛阳。五年，战势不利，率军回长安，出为东雍州刺史。七年，入为太子太傅。八年，宇文泰作六军，长孙子彦为后军大都督。
长孙子彦早年曾坠马，手臂骨折，因骨头跷起，叫人割开肌肉锯骨，“流血数升，言戏自若”，当时人称赞他的勇猛超过关羽割骨疗伤。中年时，旧疾感染，全身生疮，不堪忍受，最终以毒蛇咬大腿自尽，大统十四年五月十七日(548年6月8日)去世，年五十二，赠本官雍州刺史。谥曰威襄，同年十月廿二日，祔葬于其父文宣王长孙稚墓旁。

## 家族

### 夫人
- 娄贵华，封顺阳郡君，广陵恭王娄伏连曾孙女，定州刺史巨鹿康公娄大拔孙女，恒朔二州刺史永平宣公娄禀之女。大统四年十月十八日(538年11月25日)去世于长安思玄寺，年四十二。生九子[3]。

### 子女
- 长子长孙义昚
- 长孙季明
- 长孙之礼
- 长孙安礼
- 长孙毗娄
- 长孙毗则
- 长孙毗善
- 长孙羌童
- 长孙朗儿
- 长孙敬颜，嫁北齐义州刺史羊烈

其曾孙为长孙斌，据《大周故朝请大夫行湖州乌程县令长孙公墓志》记载，“公讳斌，河南人，曾祖儁，后魏尚书左仆射、仪同三司、平高郡开国公兼尚书令、行司州牧、雍州刺史、骠骑大将军、太子太傅、雍州牧、赠使持节光禄大夫、雍州刺史，谥曰武。祖则，周中大夫、使持节、开府仪同三司、襄国县开国公、邵代二州诸军事、二州刺史，兰州总管、汲郡开国公、隋开府仪同三司、陈州刺史。父仲延，隋太子千牛、丰宁县开国男。公唐左千牛、凉府仓曹、宁州罗州县令、成州司马、渭州长史、文州长史、皇朝上柱国、朝请大夫、行湖州乌程县令。万岁通天元年（696年）寝疾，其年七月十一日终于乌程县之公馆，春秋七十。以圣历二年二月十七日，迁窆于雍州明堂县   原之（旧）茔，礼也。长子征早卒，嫡孙  ，圣历二年（699年）岁次已亥二月景戌朔十七日壬寅。”

## 墓志铭
2010年出土于陕西西安南郊高望村航天工地上。长孙儁夫妻合葬墓，墓内出土大量陶俑和少量的陶器，分别被摆放于前室和后室。墓志位于甬道内。
- 长孙墓志

志石为正方形，长宽各47厘米。志文26行，满行27字，字体在楷隶之间。

魏故使持节骠骑大将军开府仪同三司太子太傅后军大都督侍中雍州刺史平高公长孙使君墓志

曾祖讳乌者，特进上党康王。祖讳拔六观，司空定王。考讳稚，太师文宣王。
公讳儁，字子彦，河南洛阳人，太尉上党靖王之玄孙。继叶迈德，焕于国册。延昌中，以公子除员外散骑侍郎，迁给事中。文宣王为扬州刺史，公时以本官统军从属。梁寇围城，力战破贼，除尚书郎中。孝昌二年，诏以都督，又从文宣王讨平汾晋。三年，河东为薛贼所围，关右有萧夤之乱，公仍随父西征，克复雍华，再清河汾，以前后功封长安县公，邑二千户。录平醜奴勋，增邑三百，除散骑常侍，加征南将军，寻除豫州刺史。永熙元年，除使持节卫将军，泾州刺史。三年，入除太长卿。高欢起逆，诏兼尚书右仆射，以行台镇恒农，寻解兼居真，加仪同三司、骠骑大将军。大统元年，除左卫将军，录从驾勋，封平高郡公，增邑八百。三年，从大丞相于沙苑破高欢，又增封一千，通前合食四千一百户，加侍中开府。四年，从驾入洛，诏兼尚书令，行司州牧。五年，出为东雍州刺史。七年，入为太子太傅。八年，作六军，为后军大都督。春秋五十二，大统十四年岁次戊辰五月十七日薨，赠本官雍州刺史。谥曰威襄，其年十月廿二日，祔葬于文宣王之茔。公聪明机敏，有文武才干，雄烈果毅，冠绝侪伍。是以少董戎政，威声遐振，前后讨击，每常制胜，中兴之世，实号名将。既勋书王府，事彰史牒，唯志其官阀云尔。

夫人河南娄氏顺阳郡君，考征虏将军朔州刺史永平伯

长子义昚、次子季明、次子之礼、次子安礼、次子毗娄、次子毗则、次子毗善、次子羌童、次子朗儿

大统十四年岁次戊辰十月戊子朔二十二日乙酉

- 长孙妻娄氏墓志

志石大致为正方形，宽53厘米，长47厘米。志文24行，满行22字，楷书。

魏使持节侍中开府仪同三司骠骑大将军都督东雍州诸军事东雍州刺史大都督平高郡开国公长孙公妻故顺阳郡君娄氏墓志

夫人讳贵华，河南洛阳人，天柱大将军广陵恭王之曾孙，定州刺史巨鹿康公之孙，恒朔二州刺史永平宣公之女。激流以远，标峰乃高，淼成地纪，郁为邦镇。夫人体兹玄之灵，资淑令之美，爰自公宫，嫔兹鼎族，克孝克友，终温且敬。故亦流润闺庭，生光室，又居处俭素，服玩不侈，金玉靡用，绮縠弗陈。至若图式铭鉴，罔不具阅，灵像玄言，尤在严敬。永熙难作，天子蒙尘，舅太师文宣王出自近关，奔赴行所。夫先镇陕服，因而迎驾。自兹天路榛芜，王涂圯绝。夫人虑妖乱未以，终违妇义，乃散金假道，冒险言归。时男女五人，佥在蒙幼。夫人以为尽行俱没，孰若舍之有全，遂留两女一男，携持二子，艰苦而至。文宣王以事上闻，翰嘉义节，封顺阳郡君。方期亨运，安此福禄，而过驷难留，行客忽远，春秋卌二，岁次戌午十月十八日薨于长安思玄寺。以大统六年十一月甲戌朔十二日乙酉，迁祔于文宣王之兆。陵谷相贸，丘墓时毁，刊石为言，无绝其美。词曰：

摇芳桂渚，发彩兰汀。膺兹玄宝，托此妙生。粹仪昭式，玉润金清。中洲逸响，自谷飞声。聿来华邸，风徽有则。苹藻洁敬，丝筠调德。室去雕渝，衣贬文色。无厌井臼，躬劳组织。思媚诸姑，言因穆姒。世道何难，妖祲纷起。离我慈亲，别我爱子。未穷戬谷，遽缺仁祉。身同昼夜，世异今古。卷衣虚幕，严车出祖。芒芒原隰，萋萋宿莽。去日奄忽，以乾坟土。